# Agatárquides
Agatárquides de Cnido (em grego: Αγαθαρχίδης ο Κνίδιος); c. 208 a.C.—132/131 a.C.) foi um retor, historiador e geógrafo grego, que viveu no século II a.C. Suas obras foram criadas durante o reinado de Ptolemeu VI Filómetor (180 a.C.—145 a.C.) e seus sucessores.

## Biografia
Acredita-se que tenha nascido em Cnido, daí sua denominação. Como Stanley M. Burstein observa, a “prova da existência de Agatárquides é insignificante”. Fócio o descreve como um threptos, uma espécie de assistente de origem servil, de Cineu e afirma que foi mais tarde secretário de Heráclides Lembo. Cineu serviu como conselheiro de Ptolomeu VI; Heráclides é mais conhecido por negociar o tratado de paz que pôs fim à invasão do Egito por Antíoco IV, em 169 a.C.
Agatárquides fornece poucas pistas sobre sua própria vida. Após seu Sobre o Mar da Eritreia, ele pede desculpas por ser incapaz de completar o seu trabalho “já que nossa idade é incapaz de suportar a fadiga da mesma forma” e “como consequência das perturbações no Egito”, ele não poderia mais acessar os registros oficiais (um fragmento citado por Fócio em sua Biblioteca Cod. 250.110, 460b). Há duas ocasiões possíveis quando isso poderia ter acontecido: a primeira foi em 145 a.C., quando Ptolomeu VIII purgou Alexandria dos intelectuais que apoiaram os seus rivais para o trono; e em 132 a.C. depois que Ptolomeu, que havia sido expulso de seu reino por uma rebelião em Alexandria, retornou e exigiu represálias sobre aquela cidade. Enquanto a maioria dos estudiosos dá preferência à data do último acontecimento, Burstein defende a anterior.
Os extratos do primeiro livro de seu Mar da Eritreia, escrito na primeira pessoa e defendendo uma campanha militar para as terras ao sul do Egito, levaram estudiosos a deduzir que Agatárquides foi uma importante figura política do seu tempo, e serviu como guardião de um dos filhos de Ptolomeu VIII. Edward Dodwell se esforçou para mostrar que foi o filho mais novo, Alexandre, a quem Agatárquides serviu e não acredita que tenha servido a Sóter, que reinou conjuntamente com sua mãe. Isso, contudo, foi semelhante ao caso com Alexandre, o Grande. Petrus Wesseling e Henry Fynes Clinton acham que Agatárquides serviu ao irmão mais velho, Sóter, uma vez que era provável Sóter ser menor de idade quando subiu ao trono em 117 a.C., do que Alexandre em 107 a.C., dez anos depois da morte de seu pai; o artigo sobre Agatárquides na segunda edição do Oxford Classical Dictionary concorda que o filho era Sóter. Além disso, a data de Dodwell deixaria um intervalo de tempo muito curto entre a publicação do trabalho de Agatárquides sobre o mar da Eritreia (cerca de 113 a.C.), e o trabalho de Artemidoro de Éfeso. No entanto, por volta de 1810, desde quando Barthold Georg Niebuhr apontou que esses trechos eram de um discurso, e não parte da narrativa de seu livro, esta teoria tem sido reconhecida como em conflito com outros elementos históricos.

## Trabalhos
Agatárquides não foi muito conhecido nos tempos antigos. De suas duas principais obras: Assuntos da Ásia (Ta kata ten Asian), em dez livros, e Negócios na Europa (Ta kata ten Europen), em quarenta e nove livros, somente alguns fragmentos sobreviveram, muito pouco para nos fornecer qualquer sentido do conteúdo de qualquer trabalho. No entanto, para o seu A respeito do Mar da Eritreia (Peri tes Erythras Thalasses ou De Mari Erythraeo), em cinco livros, quase todo o livro quinto, um tratado geográfico sobre o Chifre da África e as terras ao redor do mar Vermelho, sobreviveram quase que intactos. Segundo Burstein, “a sobriedade comparativa do tratamento de Agatárquides comparado a relatos anteriores e a riqueza das informações nele contida, levou a um rápido reconhecimento... [que era] um resumo valioso dos resultados de exploração de Ptolomeu”.
No primeiro livro do A respeito do Mar da Eritreia há uma discussão a respeito da origem do nome. No quinto, ele descreveu o modo de vida entre os sabeus, na Arábia, e os ictiófagos, ou comedores-de-peixes; a maneira como os elefantes eram capturados pelos comedores-de-elefantes, e o modo de trabalho nas minas de ouro nas montanhas do Egito, perto do mar Vermelho. Entre outros animais extraordinários, que ele menciona, está o camelo-leopardo, encontrado no país dos trogloditas, e dos rinocerontes.
Diodoro da Sicília cita Agatárquides como sua fonte para os costumes dos povos que viviam nas costas egípcias do Mar Vermelho; Agatárquides (seu Livro II sobre a Ásia) é elogiado como uma fonte acurada de informações, e de todas as teorias apresentadas para explicar o fluxo irregular do rio Nilo, a única que Diodoro aceita sem contrapor um argumento é a de Agatárquides; por esta teoria, o motivo são chuvas na Etiópia entre o solstício de verão e o equinócio de outono.
O material deste livro é citado direta ou indiretamente por Diodoro Sículo, Estrabão, Plínio, o Velho, Cláudio Eliano, Flávio Josefo e outros autores. Embora o seu trabalho tenha sido substituído por relatos mais detalhados no século II, Fócio encontrou um exemplar do Mar da Eritreia, no século X, do qual ele preservou extensos extratos em seu Biblioteca. Fócio afirma que Agatárquides escreveu em dialeto ático, com um estilo que era digno e lúcido, e abundante em passagens sentenciosas, gerando um parecer favorável de Fócio. Na composição de seus discursos, Agatárquides foi um imitador de Tucídides, a quem ele igualou em dignidade e sobressaiu em nitidez. Estava familiarizado com a linguagem dos etíopes (de Ruhr. M. p. 46), e parece ter sido o primeiro a descobrir a verdadeira causa das inundações anuais do rio Nilo. (Diodoro Sículo i. 41).
Um Agatárquides, da ilha de Samos, é mencionado por Plutarco, como o autor de uma obra sobre a Pérsia. Johann Albert Fabricius, no entanto, conjectura que a verdadeira leitura é Agatírsides, e não Agatárquides.

## Homenagem
A cratera lunar Agatárquides recebe esse nome em sua homenagem.